# جياكومو كاريسيمي
جياكومو كاريسيمي  (بالإنجليزية Giacomo Carissimi)
(و. 18 أبريل 1605 - ت. 12 يناير 1674)
مؤلف موسيقي إيطالي يذكر أساسا لإسهاماته في تطور الأوراتوريو. بعد 1600 بوقت قصير، صارت الألحان الدينية مثل قصص الإنجيل مواضيع للأوبرات وعرضت على المسرح. عالج كاريسيمي هذه الألحان كأعمال للكونسير، التي لم تعرض وعادة كانت تؤدى في الكنيسة. الموسيقى ما زالت تماثل الأوبرا المبكرة، لكن كاريسيمي دمج أقسام أكثر للكوراس وأضاف راوي واحد أو أكثر روى القصة في الرسيتاتيف. أعماله للأوراتوريو كلها بنصوص لاتينية تشمل Jephte، وJudicium Salomonis (حكم سليمان) وJonas (يونس) وBaltazar.

## مقدمة
الأوراتوريو – وهو تلحين لنص ديني في صورة سرد درامي – ظهر كقالب منفصل في نفس وقت ظهور الأوبرا، في نهاية القرن السادس عشر. مثل الأوبرا، استخدم مطربين صولو ورسيتاتيف وكورس وعازفين لكن عكس الأوبرا عادة كان لها راوي ونادرا ما كان يعرض على المسرح. تطور في روما من مبادرة قام بها فيليبو نيري لتقديم شكل أسهل ومباشر عاطفيا لعبادة الكاثوليك عقب الإصلاح وعرض في التجمعات غير الرسمية حيث جمعت القراءات والموعظة مع العرض الموسيقي. مكان هذه التجمعات لم يكن الكنيسة نفسها لكن قاعة مجاورة تعرف باسم «أوراتوري» أي قاعة الخطابة -بالتالي جاء اسم النوع الجديد.

## حياته
جياكومو كاريسيمي وهو اسم نسيناه الآن تقريبا كان مؤلف الأوراتوريو الرائد لمنتصف القرن السابع عشر. رغم العديد من العروض المحترمة للوظائف بما في ذلك من خلف مونتفردي في سانت مارك في البندقية، قضى كاريسيمي حياته المهنية الكاملة تقريبا كمايسترو وفي مركز الجسويت القوي، الكلية جرمانية. لم يكتب الأوراتوريو العديد للجماعة لكن الاخوة من الطبقة العليا للصليب المقدس الذي احتفل في كل عيد بالنجاة المعجزة من الصليب من الحريق الذي دمر كنيسة سان مارسيلو في روما.
أشهر عمل لكاريزيمي «يفتاح»، أبهر هاندل حتى أنه اقترض الكورس الاخير فيه لعمله أوراتوريو شمشون وما زال يعرض منذ كتابته. العاطفية الصريحة للموسيقى، التي نقلت في الغالب خلال اسلوب يشبه الآريا للرسيتاتيف الذي يضفي رقة لحنية لإيقاعات الحوار يجعله أكثر أعماله جاذبية.

## أشهر أعماله

### يفتاح
نص «يفتاح» المأخوذ عن كتاب القضاة يروي عن أزمة يفتاح: الذي وعد بالتضحية باول شخص يحييه حين يعود للوطن إذا منحه النصر على العمونيين سوف تقابله ابنته المحبة. القصة قصيرة وكثيفة وتضم تناقضات مذهلة للشعور مثلما حين يتبع المدح المبهج للابنة لله عند عودة والدها للوطن بحوار مؤثر وحميم بينهما وهو يشرح مصيرها. اشهرها هو النفي وهو رسيتاتيف ممتد يخفق اثره العاطفي اساسا خلال التنافرات في المصاحبة. حتى أجمل منه الكورس الحزين وقف لاحد المعاصرين «ستقسم انك تسمع نحيب واهات الفتيات الباكيات».

## وصلات خارجية
- جياكومو كاريسيمي على موقع IMDb (الإنجليزية)
- جياكومو كاريسيمي على موقع الموسوعة البريطانية (الإنجليزية)
- جياكومو كاريسيمي على موقع ميوزك برينز (الإنجليزية)
- جياكومو كاريسيمي على موقع ديسكوغز (الإنجليزية)

1. ↑  Archivio Storico Ricordi، QID:Q3621644
2. ↑  The Facts on File Dictionary of Music, Christine Ammer 2004
3. 1 2 3  The Rough Guide to Classical Music